# Adam von Koskull
Adam Johann Reinhold August Baron von Koskull (* 16. Juni 1800 in Mitau; † 21. April 1874 in Mitau) war ein kurländischer Landesbeamter.

## Leben
Adam von Koskull studierte von 1820 bis 1823 an der Georg-August-Universität Göttingen, der Universität Leipzig und Friedrich-Wilhelms-Universität zu Berlin Rechtswissenschaft. 1820 wurde er Mitglied der Curonia Goettingensis VI. Nach Abschluss des Studiums war er von 1825 bis 1829 Assessor am Hauptmannsgericht in Talsen und von 1829 bis 1836 am Selburgschen Oberhauptmannsgericht in Jakobstadt. 1836 wurde er Hauptmann und 1843 Oberhauptmann in Tuckum. Von 1856 bis 1859 war er 2. jüngster Rat in Mitau. 1859 wurde er dort zum Landmarschall gewählt. Von 1859 bis 1861 war er Oberburggraf, von 1861 bis 1869 Landhofmeister und von 1869 bis 1874 Präsident des Oberhofgerichts in Mitau. Daneben war er von 1862 bis 1868 Präsident des Konsistoriums. Er besaß das Rittergut Kruschkaln.